# Beatrice Lanza (triatleta)
Beatrice Lanza (Biella, 22 marzo 1982) è una triatleta italiana.

## Carriera
Nata a Biella nel 1982, ha vinto due medaglie al Campionato del mondo di triathlon a staffetta: oro nell'edizione del 2006 svolta in Ungheria (insieme a Daniela Chmet e Nadia Cortassa con un tempo di 1h05'11") e bronzo nel 2003 in Messico (nel team composto da lei, Silvia Gemignani e Nadia Cortassa). Ha vinto l'argento, classificandosi seconda dopo Barbara Lindquist alla Coppa del mondo di triathlon del 2003 a Ishigaki in Giappone. Nel 2008, in Tunisia, si è classificata terza ai Campionati africani di triathlon (ATU) a Yasmine Hammamet.
Campionessa italiana ed europea under 23, a vent'anni si è classificata 31ª al mondo nel rank mondiale ITU.

## Titoli
- 3º posto ai Campionati del mondo di triathlon a stafetta (Élite) - 2003
- 2º posto alla Coppa del mondo di triathlon (Élite) - 2003
- 1º posto ai Campionati del mondo di triathlon a staffetta (Élite) - 2006
- 3º posto ai Campionati africani di triathlon (Élite) - 2008

## Palmarès
| Campionato mondiale di triathlon | Campionato mondiale di triathlon | Campionato mondiale di triathlon | Campionato mondiale di triathlon |
| Anno                             | Luogo                            | Medaglia                         | Prova                            |
| -------------------------------- | -------------------------------- | -------------------------------- | -------------------------------- |
| 2003                             | Tiszaújváros (Ungheria Ungheria) | 03 !                             | Staffetta                        |
| 2006                             | Cancún (Messico Messico)         | 01 !                             | Staffetta                        |